# Dorothee Wilms
Dorothee Wilms (ur. 11 października 1929 w Grevenbroich) – niemiecka polityk, działaczka Unii Chrześcijańsko-Demokratycznej (CDU), deputowana do Bundestagu, w latach 1982–1991 minister.

## Życiorys
W 1950 ukończyła szkołę średnią. Następnie do 1954 studiowała ekonomię, politykę społeczną i socjologię na Uniwersytecie Kolońskim. Od 1953 była zawodowo związana z instytutem badawczym Institut der Deutschen Wirtschaft Köln, wykładała także w ekonomię i nauki społeczne w szkole katolickiej. Doktoryzowała się w 1956.
W 1961 przystąpiła do Unii Chrześcijańsko-Demokratycznej, a w 1968 zaangażowała się w działalność Fundacji Konrada Adenauera. W latach 1992–2005 należała do zarządu tej fundacji. Na przełomie lat 60. i 70. zasiadała w radzie miejskiej swojej rodzinnej miejscowości. Od 1972 do 1996 należała do Centralnego Komitetu Katolików Niemieckich. W latach 1973–1985 przewodniczyła nadreńskim strukturom Frauen-Union, kobiecej organizacji CDU.
Od 1976 do 1994 sprawowała mandat posłanki do Bundestagu. Od 1982 do 1991 była członkinią trzech pierwszych rządów Helmuta Kohla. Pełniła funkcję ministra edukacji i nauki (1982–1987) oraz – ostatniego w historii – ministra spraw wewnątrzniemieckich (1987–1991). Później przewodniczyła radzie kuratorów fundacji Stiftung Bundeskanzler-Adenauer-Haus (1992–2011) oraz stowarzyszeniu skupiającemu byłych niemieckich deputowanych krajowych i europejskich (2000–2004).